# Wuyi Shan
Gorje Wuyi (kineski: 武夷山, pinyin: Wǔyí Shān) je gorje u prefekturi Nanping, na sjeveru kineske pokrajine Fujian. Nalazi se između gradova Wuyishana (Fujian) i Shangraoa u pokrajini Jiangxi, na sjeveru. 
Planine Wuyija pokrivaju površinu od oko 60 km², od čega je 99,975 hektara (s tampon zonom od 27,888 hektara) upisano na UNESCO-ov popis mjesta svjetske baštine u Aziji i Oceaniji, 1999. godine kao "najizvrsnije područje bioraznolikosti u jugoistočnoj Kini koje je dom velikom broju drevnih vrsta, od kojih su mnoge endemske. Slikovita ljepota klanaca Rijeke devet zavoja, s mnogim hramovima i samostanima, je također mjesto razvoja neo-konfucijanizma koji je znatno utjecao na razvoj kultura istočne Azije od 11. stoljeća".

## Povijest
Najranije ljudske nastambe u području gorja Wuyi prethode dinastiji Xia (krajem 3. tisućljeća prije Krista). Tijekom dinastija Shang i Zhou (16. – 3. st. pr. Kr.) tu su postojala manja autohtona plemena, a tijekom dinastije Qin (krajem 3. stoljeća prije Krista), došlo je do značajne migracija plemenskih skupina.
Uz konsolidaciju kineskog carstva dinastije Han (krajem 3. stoljeća prije Krista do početka 3. stoljeća poslije Krista) gorje Wuyi je u potpunosti uključeno u državni sustav, a njegov vladar postaje vazal Han cara. U 1. stoljeću prije Krista u blizini je izgrađen veliki utvrđeni grad Chengcun (otrkiven 1958. godine), koji je služio kao glavni grad i administrativno središte područja. Chengcun je imao zidine i plan po uzoru na južnokineske gradove, te četiri dkompleksa građevina koja su prepoznata kao dvorske i upravne četvrti. Tada je gorje Wuyi (Wuyishan) steklo status svete planine Kine. 
U stoljećima koja su uslijedila mnogi sveti ljudi i znanstvenici su bili privučeni gorjem, i uspostavljeni su mnogi samostani i akademije u prekrasnom prirodnom okruženju koje navodi na proučavanje i kontemplaciju. Kako bi se osiguralo da se ljepota okoliša ne degradira, car Xuan Zong iz dinastije Tang je 748. godine izdao dekret o zabrani ribolova i sječe stabala; zabrana koja je preživjela do današnjih dana.
Gorje Wuyi je bio prvi centar taoizma, kada su uspostavljeni mnogi hramovi i studijska središta, ali i budizma koji je u 17. stoljeću u velikoj mjeri zamijenio taoizam. Za dinastije Song, Zhu Xi, iz slavne Wuyi akademije Jingshe, je razvio doktrinu neo-konfucijanizma, rad koji je započeo 1183. godine. Intelektualno priznato gorje Wuyi je nastavilo privlačiti znanstvenike, mudrace, umjetnike i pisce kroz naredna stoljeća.

## Prirodne odlike
Gorje Wuyi je područje od znatnog geološke i geomorfološkog značaja. Ono je bilo mjesto intenzivne vulkanske aktivnosti i velikog pomjeranja masa, na što je dodatno utjecala erozija tla vodom, vremenskim uvjetima i potresima. Oni su formirali krajolik s karakterističnim značajkama kao što su vijugavi potoci, stupoliko i kupolasto grebenje, i sustavi špilja.
Gorje Wuyi je vjerojatno najveće i najbolje očuvano vlažno područje suptropskih šuma na svijetu. Ono uključuje niz vegetacijskih tipova, poredanih u trakama po visini. Vjerojatno najveći tip vegetacije su zimzelene širokolisne šume, ali tu je i jedanaest drugih vegetacijskih pojasa, kao što su grmovite šume, gustiš, livade i stepe.
Poznata fauna gorja Wuyi je dobila međunarodno priznanje zbog svoje visoke raznolikosti i velikog broja rijetkih i neobičnih vrsta. Od kralježnjaka tu je 49 vrsta koje su endemske u Kini i tri koje su endemske ovom lokalitetu: ptica Davidova papiga (Paradoxornis davidianus), i dva vodozemca. Ostale rijetke i važne vrste u području planina Wuyi su Južnokineski tigar (Panthera tigris amoyensis), Oblačasti leopard (Neofelis nebulosa), Leopard (Panthera pardus), Crni muntžak (Muntiacus crinifrons), Kontinentalna antilopa-koza (Capricornis sumatraensis), Kineski crno-leđni fazan (Syrmaticus ellioti) i Kineski divovski daždevnjak (Andrias davidianus).

## Kulturna baština
Kulturni spomenici su koncentrirani u dva područja, izrazito istočno u zaštićenom području. U donjem se proteže Rijeka devet zavoja i planinsko područje na sjeveru, gdje se nalazi 18 izvrsno sačuvanih drvenih lijesova u obliku broda, ukopanih u niše visoko na strmim liticama. Vjerojatno djelo Hongqiao zajednice iz 2. tisućljeća prije Krista. 
Tu se nalaze i ostaci 35 starih akademija izgrađenih od Sjeverne dinastije Song do dinastije Qing (10. – 19. st.). Blisko integrirani u prirodni krajolik, ostalo je malo njihovih ostataka. Također, tu su i ostaci 60 taoističkih hramova i samostana, od kojih su preživjeli samo oni koji su bili smješteni na teško dostupnim mjestima. Tu je i veliki broj grobova, od kojih najstariji datiraju iz dinastije Shang (krajem 2. tisućljeća prije Krista), kao i natpisa na stijenama. Za kulturu je važna i kultura čaja, jer su od 11. do 16. stoljeća ovdje bile carske plantaže čaja za carski dvor.
Arheološko nalazište Han grada Chengcun je otkriveno 1958. godine. Sklop njegovih zidina je preživo gotovo netaknut, a izgled grada je u skladu s načelom urbanog dizajna južnokineskih gradova toga razdoblja. Četiri velika kompleksa zgrade su smješteni u njegovoj unutrašnjosti, naknadno identificirani kao palače ili administrativna središta.

## Vanjske poveznice
- Prirodne odlike gorja Wuyi  Arhivirana inačica izvorne stranice od 13. ožujka 2007. (Wayback Machine) (engl.)
- Galerija fotografija  Arhivirana inačica izvorne stranice od 24. srpnja 2013. (Wayback Machine)
- Turistički vodič Wuyija (engl.)